# Класи забрудненості води
Для оцінювання якості води у річках і водоймах їх розділяють за забрудненістю на декілька класів. Класи ґрунтовані на інтервалах питомого комбінаторного індексу забрудненості води (ПКІЗВ) залежно від кількості критичних показників забрудненості (КПЗ). Значення ПКІЗВ визначається по частоті й кратності перевищення ГДК за декількома показниками і може варіювати у водах різної міри забрудненості від 1 до 16 (для чистої води 0). Більшому значенню індексу відповідає гірша якість води.

## Аналізовані показники
Аналізуються не менше 15 показників.
Обов'язковий список:
- Розчинений у воді кисень
- Біохімічне споживання кисню — БСК5(О2)
- Хімічне споживання кисню — ХСК
- Феноли
- Нафтопродукти
- Нітрит-іони (NO2)
- Нітрат-іони (NO3)
- Амоній-іон (NH4+)
- Залізо загальне
- Мідь (Cu2+)
- Цинк (Zn2+)
- Нікель (Ni2+)
- Марганець (Mn2+)
- Хлориди
- Сульфати

## Методика розрахунку
Розрахунок значення комбінаторного індексу забрудненості і відносна оцінка якості води проводяться у два етапи: спочатку по кожному досліджуваному інгредієнту і показником забрудненості води, потім розглядається одночасно увесь комплекс забруднюючих речовин і виводиться результуюча оцінка. Значення узагальненого оціночного балу по кожному інгредієнту окремо може коливатися для різних вод від 1 до 16 (для чистої води — 0). Більшому його значенню відповідає вищий ступінь забрудненості води.

### Розрахунок комбінаторного індексу забрудненості за показниками
По кожному інгредієнту за розрахунковий період часу для обраного об'єкта досліджень розраховуються характеристики:

#### Повторюваність випадків забрудненості
Повторюваність випадків забрудненості, тобто частота виявлення концентрацій, що перевищують ГДК. Оціночний бал обчислюється як результат лінійної інтерполяції по таких діапазонах:
| Повторюваність, % | Характеристика забрудненності води | Частковий оціночний балл з повторюваності |
| ----------------- | ---------------------------------- | ----------------------------------------- |
| [1; 10)           | Одинична                           | [1,2)                                     |
| [10; 30)          | Нестійка                           | [2,3)                                     |
| [30; 50)          | Стійка                             | [3,4)                                     |
| [50; 100]         | Характерна                         | 4                                         |

#### Середнє значення кратності
Середнє значення кратності перевищення ГДК, розраховується тільки за результатами аналізу проб, де таке перевищення спостерігається. Результати аналізу проб, в яких концентрація забруднюючої речовини була нижче ГДК, в розрахунок не включають. Оціночний бал розраховується як результат лінійної інтерполяції за такими діапазонами: Для 1—2-го класів небезпечності забруднюючої речовини:
| Кратність перевищення ГДК | Характеристика рівня забрудненості | Частковий оціночний балл за кратністю перевищення |
| ------------------------- | ---------------------------------- | ------------------------------------------------- |
| (1,2)                     | Низький                            | [1,2)                                             |
| [2,3)                     | Середній                           | [2,3)                                             |
| [3,5)                     | Високий                            | [3,4)                                             |
| [5,∞)                     | Екстремально високий               | 4                                                 |

Для 3-4-го класу небезпечності забруднюючої речовини крім нафтопродуктів, фенолів, міді, заліза загального:
| Кратність перевищення ГДК | Характеристика рівня забрудненності | Частковий оціночний балл за кратністю перевищення |
| ------------------------- | ----------------------------------- | ------------------------------------------------- |
| (1,2)                     | Низький                             | [1,2)                                             |
| [2,10)                    | Середній                            | [2,3)                                             |
| [10,50)                   | Високий                             | [3,4)                                             |
| [50,∞)                    | Екстремально високий                | 4                                                 |

Для речовин 4-го класу небезпечності: нафтопродукти, феноли, мідь, залізо загальне
| Кратність перевищення ГДК | Характеристика рівня забрудненості | Частковий оціночний балл за кратністю перевищення |
| ------------------------- | ---------------------------------- | ------------------------------------------------- |
| (1,2)                     | Низький                            | [1,2)                                             |
| [2,30)                    | Середній                           | [2,3)                                             |
| [30,50)                   | Високий                            | [3,4)                                             |
| [50,∞)                    | Екстремально високий               | 4                                                 |

#### Узагальнений оціночний бал
Узагальнений оціночний бал розраховується для показника як твір двох чисел: часткового оціночного бала по повторюваності випадків забруднення та середній кратності перевищення ГДК.

### Розрахунок ПКІЗВ
ПКІЗВ розраховується як середній узагальнений оціночний бал по всіх аналізованих показниках

### Коефіцієнт запасу
Якщо узагальнений оціночний бал за конкретним показником перевищує 9, то такий показник є критичним. При кількості критичних показників 6 і більше вода без подальших розрахунків відноситься до класу «екстремально брудна».
Коефіцієнт запасу {\displaystyle k} розраховується залежно від числа критичних показників забрудненості (КПЗ) {\displaystyle F}:
{\displaystyle k=1-0,1*F}

### Визначення класу забрудненості
У методиці розрахунку наведено таблицю, де границі класів забрудненості залежать від коефіцієнта запасу. Той же результат можна отримати, якщо не змінювати границі в таблиці, а перед підстановкою розділити ПКІЗВ на коефіцієнт запасу {\displaystyle k}
| Клас | Розряд | ПКІЗВ / {\displaystyle k} | назва               |
| ---- | ------ | ------------------------- | ------------------- |
| 1    |        | < 1                       | умовно чиста        |
| 2    |        | 1—2                       | слабо забруднена    |
| 3    | a      | 2—3                       | забруднена          |
| 3    | б      | 3—4                       | дуже забруднена     |
| 4    | а      | 4—6                       | брудна              |
| 4    | б      | 6—8                       | брудна              |
| 4    | в      | 8—10                      | дуже брудна         |
| 4    | г      | 10—11                     | дуже брудна         |
| 5    |        | понад 11                  | екстремально брудна |

Вагомі заходи вживаються для запобігання зростаючого забруднення водних об'єктів стічними водами. Стічні води це води, що відводяться після використання у побутовій чи виробничій діяльності людини. За своєю природою забруднення діляться на мінеральні, органічні, бактеріологічні та біологічні.
Із загальної кількості стічних вод 69 % є умовно чистими, 18 % — забрудненими і 13 % — нормативно-очищеними. Суворі критерії для розподілу промислових стічних вод на нормативно-очищені, забруднені і умовно-чисті не знайдені. Неочищені стічні води мають потребу в багаторазовому розведенні їх чистою водою. Особливо забруднюючими є виробництва нафтопереробної, целюлозно-паперової та хімічної промисловості. Нормативно-очищені води теж містять забруднення, і для їхнього розведення потрібно на кожен 1 м3 до 6—12 м3 свіжої води.

## Ресурси Інтернету
- РД 52.24.643-2002 Методические указания. Метод комплексной оценки степени загрязнённости поверхностных вод по гидрохимическим показателям. Архів оригіналу за 17 серпня 2012.